# Transylvania megye
Transylvania megye az Amerikai Egyesült Államokban, azon belül Észak-Karolina államban található. Megyeszékhelye és legnagyobb városa Brevard. Lakosainak száma 32 986 fő (2020. április 1.). Transylvania megye Henderson, Greenville, Pickens, Oconee, Jackson, Haywood és Buncombe megyékkel határos.

## Népesség
A megye népességének változása:
| Lakosok száma | 33 080 | 32 828 | 32 805 | 32 903 | 33 211 | 32 986 |
|               | 2010   | 2011   | 2012   | 2013   | 2015   | 2020   |